# Дело Штайнера — Винанда

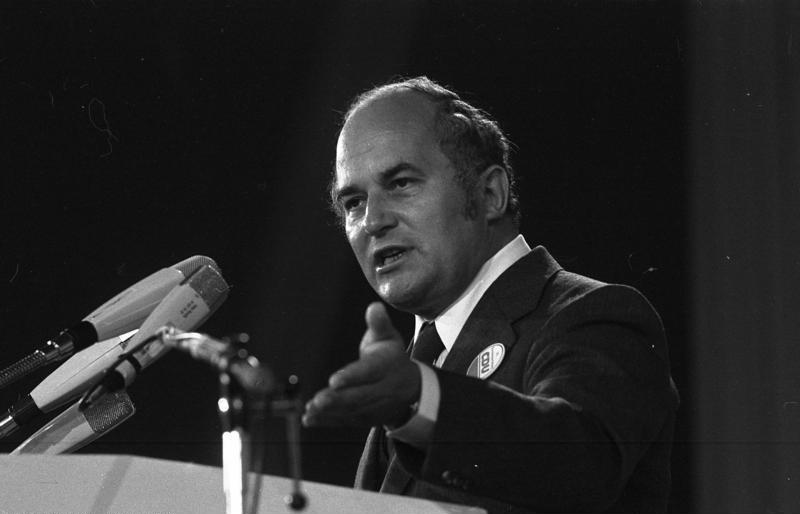
Райнер Барцель во время предвыборной кампании 1972 года

Дело Штайнера — Винанда (нем. Steiner-Wienand-Affäre) — политический скандал в ФРГ, связанный с голосованием в бундестаге ФРГ 27 апреля 1972 года. Лидер находившегося в оппозиции ХДС Райнер Барцель стремился занять пост федерального канцлера в результате вынесения конструктивного вотума недоверия действующему канцлеру Вилли Брандту. Для победы необходимым абсолютным большинством голосов Барцелю не хватило двух голосов. Впоследствии управляющий делами фракции СДПГ Карл Винанд подозревался в подкупе депутата бундестага от ХДС Юлиуса Штайнера, который воздержался от участия в голосовании. В 1990-е годы стало известно, что подкуп Штайнера осуществило Министерство государственной безопасности ГДР. Факт передачи денег Штайнеру Винандом остался недоказанным.

## Политическая ситуация

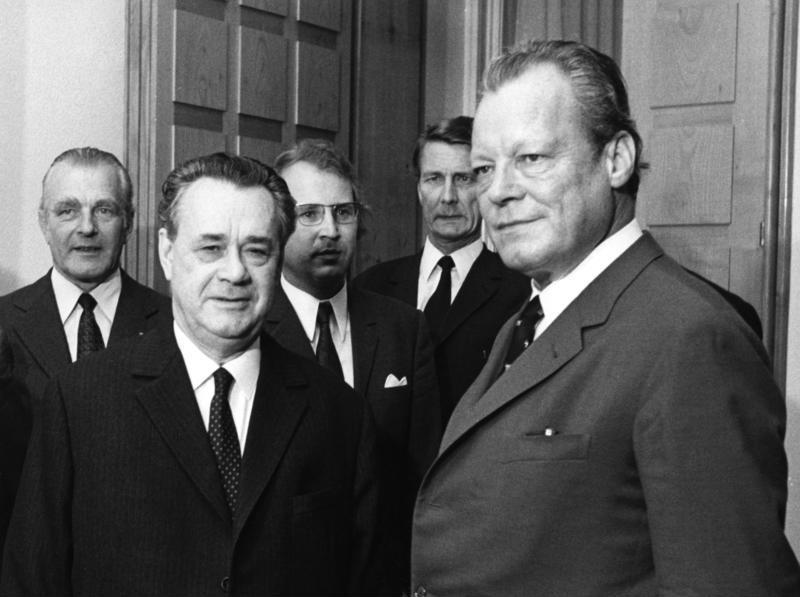
Вилли Брандт (справа) с министром внешней торговли СССР Н. С. Патоличевым. 1972

В октябре 1969 года председатель СДПГ Вилли Брандт был назначен федеральным канцлером ФРГ и возглавил коалиционное правительство СДПГ и СвДП. Коалиция с трудом набирала в бундестаге большинство голосов. В апреле 1972 года председатель ХДС Райнер Барцель посчитал, что заручился в бундестаге достаточной поддержкой для того, чтобы абсолютным большинством за счёт голосов двух депутатов от СвДП вынести вотум недоверия канцлеру Брандту и тем самым занять его пост.
Наиболее острой темой того времени являлись так называемые «восточные договоры», заключив которые правительство ФРГ де-факто признавало Германскую Демократическую Республику, что вызывало недовольство у союзных партий ХДС/ХСС. Руководство ГДР поддерживало Брандта на должности федерального канцлера. На секретной встрече в Москве министр госбезопасности ГДР Эрих Мильке призвал всеми средствами разведки способствовать ратификации «восточных договоров». Как свидетельствует Маркус Вольф, в то время занимавший должность главы внешней разведки ГДР, Брежнев лично заверил, что поможет Брандту преодолеть вотум недоверия.

## Голосование
Голосование о вынесении недоверия канцлеру Брандту по запросу фракции ХДС/ХСС было назначено на 27 апреля 1972 года. Председатель фракции СДПГ Герберт Венер приказал всем членам фракции находиться на своих местах и не принимать участия в голосовании.
В 13:22 председатель бундестага Кай-Уве фон Хассель огласил результаты голосования, согласно которым вопреки всем ожиданиям оппозиции не хватило для победы двух голосов. Отсутствие тех же двух голосов на голосовании по бюджету на следующий день также показалось удивительным. Вилли Брандт сохранил за собой должность. После вотума доверия Густав Хайнеман распустил бундестаг, а на досрочных выборах в ноябре коалиция СДПГ и СвДП одержала внушительную победу. В 1974 году Брандт был вынужден подать в отставку в связи с разоблачением в его ближайшем окружении шпиона ГДР Гюнтера Гийома.

## Фигуранты

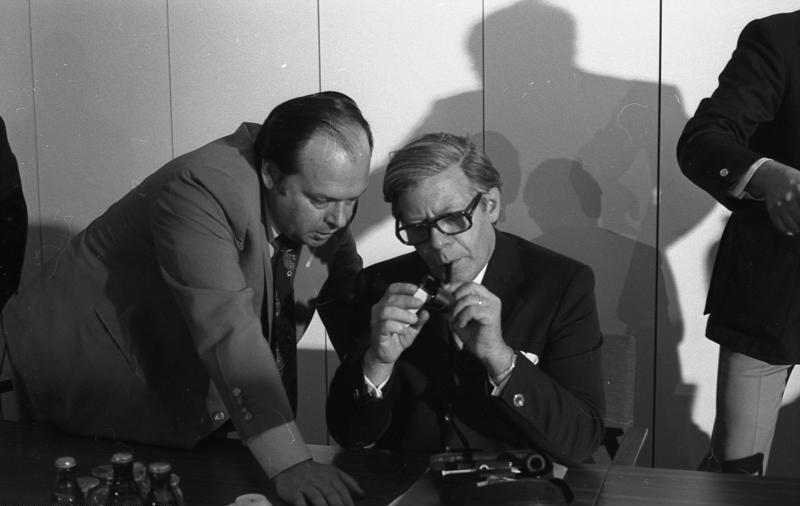
Карл Винанд (слева) с федеральным канцлером Гельмутом Шмидтом. 1974

Поначалу имена двух депутатов, не проголосовавших в 1972 году за Барцеля, оставались неизвестны. В июне 1973 года депутат Юлиус Штайнер собрал пресс-конференцию, на которой признался, что воздержался от голосования по вотуму недоверия Вилли Брандту и получил за это от парламентского управляющего делами от СДПГ Карла Винанда 50 тыс. немецких марок. Карл Винанд отверг все обвинения. В 1990-е годы из документов МГБ ГДР стало известно, что Штайнер получил деньги за свой голос в бундестаге непосредственно от Штази. В 1997 году подкуп Штайнера подтвердил в своих мемуарах глава внешней разведки ГДР Маркус Вольф. Факт передачи денег Штайнеру Винандом остался недоказанным. 15 июня 1973 года в бундестаге был сформирован комитет по расследованию обстоятельств дела, который провёл 40 заседаний, но так и не смог найти подтверждений какой-либо из версий и был распущен 27 марта 1974 года.
Вторым депутатом, уклонившимся от голосования, по последним сведениям из банка данных Розенхольца являлся депутат от ХСС Лео Вагнер, обвинения были выдвинуты ему в 2000 году, поскольку стало известно о том, что на его счету в 1972 году появилось 50 тыс. немецких марок. Тем не менее, находившийся в дружеских отношениях с Вагнером политик из ХСС утверждал, что Вагнер взял эти деньги в долг. Сам Вагнер отвергал обвинения как «не соответствующие действительности измышления». Срок давности за шпионаж к этому времени истёк, поэтому несмотря на признания офицера Штази в том, что находившемуся в долгах Вагнеру в 1972 году было сделано соответствующее предложение, и утверждение последнего главы внешней разведки ГДР Вернера Гросмана о его контактах с Вагнером, судебной расследования в отношении Вагнера не производилось.